# Liu Huaqing

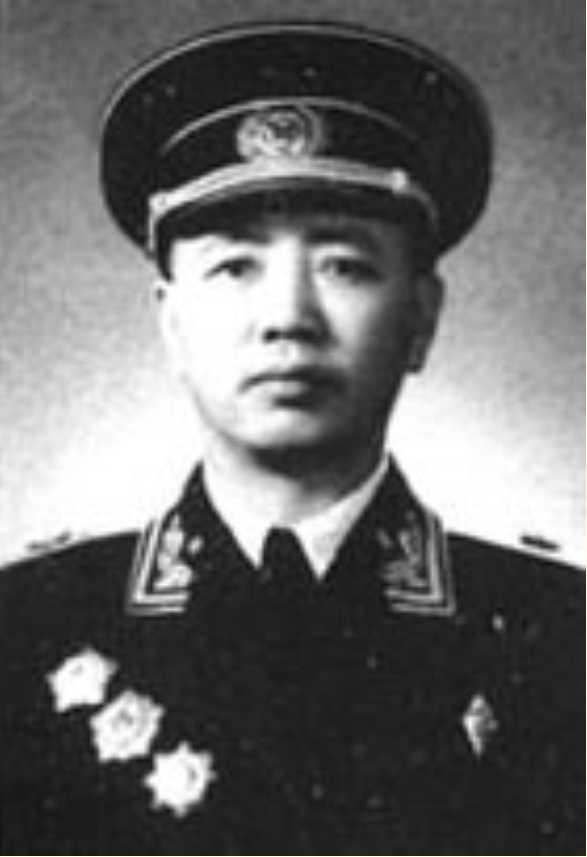
Liu Huaqing, 1955

Liu Huaqing (chinesisch 劉華清; * 1916; † 14. Januar 2011 in der Provinz Hubei) war ein chinesischer kommunistischer Politiker, Oberkommandierender der Marine und Mitglied des Ständigen Ausschusses des Politbüros der Kommunistischen Partei Chinas.

## Zeit des Langen Marsches und des Zweiten Weltkrieges
Nach seinem Eintritt in den Kommunistischen Jugendbund im Oktober 1929 trat er bereits im Dezember 1930 der kommunistisch geprägten Roten Armee bei. Während der Zeit des Langen Marsches 1934/1935 wurde er mit der Organisation der Politischen Abteilung der 25. Roten Armee beauftragt.
Im Oktober 1935 wurde er Mitglied der Kommunistischen Partei Chinas (KPCh). In den folgenden Jahren übernahm er zunehmend bedeutendere Ämter innerhalb der Roten Armee. Nach 1937 war er unter anderem Direktor der Politischen Abteilung der 8. Roten Armee. Nach 1941 war er als Offizier in der Militärregion Hebei tätig und dort zuletzt Stellvertretender Politkommissar. Nach 1945 war er als Politkommissar in den Militärregionen Shanxi, Shandong, Hebei und Henan tätig. Zuletzt war er Leiter der Politischen Abteilung des 11. Armeekorps.

## Gründung der Volksrepublik China
Nach der Gründung der Volksrepublik China 1949 wurde er zunächst Stellvertretender Rektor der Politschule der Volksbefreiungsarmee (VBA). Zwischen 1951 und 1954 war er zunächst Stellvertretender Politkommissar der 10. Armee. 1954 absolvierte er ein Studium an der Marineakademie in der Sowjetunion. Nach seiner Rückkehr 1955 wurde er dann zum Konteradmiral sowie zum Stellvertretenden Rektor und Stellvertretenden Politkommissar der Marineakademie befördert.
1958 erfolgte zunächst seine Ernennung zum Ersten Stellvertretenden Kommandeur und Chef des Stabes der Marinebasis von Lushan. Später wurde er Stellvertretender Kommandeur des Flottenverbandes in der Nordchinesischen See sowie zugleich Kommandeur der Marinebasis von Lushan. Später war er Leiter eines Forschungsinstituts des Verteidigungsministeriums.
1965 erfolgte seine Ernennung zum Vizeminister des 6. Ministeriums für Maschinenbau. 1966 übernahm das Amt des Stellvertretenden Direktors des Wissenschaftlichen Komitees für Nationale Verteidigung. Später erfolgte seine Ernennung zum Stellvertretenden Chef des Stabes der Marine.
Nach 1975 war er erneut Stellvertretender Direktor des Wissenschaftlichen Komitees für Nationale Verteidigung. 1979 wurde Stellvertretender Chef des Generalstabes der VBA.
Im August 1982 erfolgte seine Ernennung zum Oberkommandierenden der Marine. Zugleich war er Stellvertretender Sekretär des Parteikomitees der Marine. Nach dem 12. Parteitag der KPCh war er 1982 bis 1987 Mitglied des Zentralkomitees (ZK). Im Januar 1988 übergab er diese Ämter an seinen Nachfolger Zhang Lianzhong. Während seiner Zeit als Oberkommandierender setzte er sich wesentlich zur Modernisierung der Marine ein.

## Aufstieg zum Mitglied des Ständigen Ausschusses des Politbüros
1985 wurde er zum Mitglied der Zentralen Beratungskommission gewählt. In diesem Amt wurde er auf dem 13. Parteitag 1987 wiedergewählt. Zugleich erfolgte aufgrund des Einflusses von Deng Xiaoping seine Wahl zum Mitglied der Zentralen Militärkommission (ZMK). Zunächst war er deren Stellvertretender Generalsekretär, ehe er 1988 zum Stellvertretenden Vorsitzenden der ZMK sowie zum Admiral aufstieg. Als Stellvertretender Vorsitzender der ZMK wurde er 1993 durch den 8. Nationalen Volkskongress bestätigt.
Auf dem 14. Parteitag der KPCh 1992 erfolgte seine Wahl zum Mitglied des ZK der KPCh, zum Mitglied des Politbüros des ZK sowie des Ständigen Ausschusses des Politbüros der Kommunistischen Partei Chinas. Damit gehörte er dem obersten Führungskreis der chinesischen Parteiführung an.
Auf dem 15. Parteitag 1997 schied er jedoch aus diesen Ämtern aufgrund seines Alters aus.

## Familie
Eine Tochter ist mit dem jetzigen Vizeumweltminister Pan Yue verheiratet.
Seine Tochter Liu Chaoying, die als Oberstleutnant in der Volksbefreiungsarmee diente, war 1996 in einen Wahlkampfskandal in den Vereinigten Staaten verstrickt. Sie ist heute Mitarbeiterin der China Aerospace Holdings, der führenden chinesischen Gesellschaft zur Herstellung von Satelliten.
Ein Sohn war im Jahr 2000 in den größten Korruptionsfall der Volksrepublik China verwickelt, in dem ranghohe Kader und Militärs jahrelang Schmuggelgüter in Milliardenwert über die Hafenstadt Xiamen in der Provinz Fujian ins Land schleusten. Die damaligen Hauptverdächtigen, der Geschäftsmann Lai Changxing sowie der Stellvertretende Bürgermeister von Xiamen, Lan Fu, waren ins Ausland (Vereinigte Staaten bzw. Australien) geflohen.
2004 veröffentlichte er seine Memoiren.
Liu Huaqing verstarb am 14. Januar 2011 im Alter von 95 Jahren.